# Sociologija u Poljskoj
Sociologija u Poljskoj se razvijala, kao i sociologija širom Evrope, još od sredine 19. veka. Poljska sociologija je danas razvijena nauka, sa sopstvenim stručnjacima i pravcima razmišljanja. Početkom 1917. poljski učenik Jan Stanislav Bistronj napisao je da je poljska sociologija – kao i bilo koja druga nacionalna sociologija – značajno i odvojeno polje.
„Da li je termin „poljska sociologija“ opravdan , kao nauka koja je univerzalna i ne poznaje državne i nacionalne granice? […] Stručnjaci određenih nacionalnosti se sve češće suočavaju sa izvesnim problemima. […] Kada usmerimo pažnju na poljske sociološke teorije, možemo da primetimo […] da su one podstaknute drugim potrebama i problemima, koji je različit teorijski okvir  nego u zapadnoj nauci  – Jan Stanislav Bistronj, 1917.
Iako Poljska nije postojala kao nezavisna zemlja u 19. veku (usled podele Poljske) neki poljski učenici objavili su rad koji se uklapa u okvire novostvorene sociološke misli. U međuratnom periodu, sociologija je postala popularizovana u Drugoj poljskoj republici kroz radove sledbenika kao što je Florijan Znanjecki. Marksizam je umnogome uticao na poljsku sociologiju. Veliki broj poljsko – jevrejskih sociologa uključujući Zigmunta Baumana je bila podvrgnuta antiseminističkoj vladinoj kampanji 1968. godine.

## Istorija
Prvi Poljski sociološki tekst bio je Myśl ogólna fizjologii powszechnej (Opšta misao o univerzalnoj fiziologiji), koji je napisao i objavio ekonomista Jozef Supinski 1860. Prva Poljska sociološka misao odražavala je tokove rane sociologije i misli trojice utemeljivača discipline: Ogista Konta (pozitivizam), Karla Marksa (marksizam) i teorije Emila Dirkema. Istaknuti među prvim Poljskim sociolozima bili su: Ludvig Gumplovič, Leon Petrazicki, Edvard Abramovski i Kazimerz Keles-Krauz.
Sociologija u Poljskoj značajno se razvila tokom međuratnog perioda, kada je od zapostavljene postala cenjena, vodeća nauka. Prvi pokušaj za stvaranje sedišta sociologije u ranom 20. veku u Krakovu bio je neuspešan, ali će ono biti stvoreno 1920.-ih (u Poznjanju 1920. u Varšavi 1923. i u Krakovu 1930). U tom periodu, najuticajniji sociolog koji je osnovao prvu katedru sociologije u Poljskoj i pod čijim uticajem je stvoren Univerzitet u Poznjanju, glavni poljski centar za sociologiju, bio je Florijan Znanjecki Ostali uticajni Poljski sociolozi iz tog perioda su  Ludvig Krzivicki, Jan Stanislav Bistronj, Stefan Čarnovski, kao i Bronislav Malinovski, sociolog i antropolog, koji je stekao međunarodnu popularnost u tom periodu. Takođe, u tom periodu, 1920. osnovani su prvi specijalizovani istraživački instituti: "Institut socijalne ekonomije" u Varšavi, kojim je upravljao Krzivicki i "Sociološki Institut" u Poznjanju 1921. na čijem čelu se nalazio Znanjecki. 1920.-ih objavljenu su i prvi sociološki časopisi.
Drugi svetski rat prekinuo je napredak poljske nauke time što su Nacistička Nemačka i SSSR okupirali Poljsku a potom zatvarali obrazovne i istraživačke institucije i proganjali poljske intelektualce, uključujući teoretičare sociologije). Uranom periodu komunističke Poljske (Staljinizam u periodu od 1948 do 1956), bavljenje sociologijom bilo je zabranjeno od strane vlasti i nazivano buržoazijskom pseudonaukom (pogledati ograničena istraživanja u SSSR). Poljska sociologija je ipak oživljena od strane Gomluka Thava 1956. godine formiranjem Poljske Sociološke Asocijacije i postavljanjem Varšave i Lodza kao centra socioloških studija. Kasnije, Poljska sociologija (kao sve društvene nauke u Istočnom Bloku) morala je da se obračunava sa marksističkim i političkim uticajima. Usled čega su marksistički pristupi bili previše zastupljeni ili su istraživanja bila cenzurisana ili neodobravana (npr. Itsraživanja su bila ograničena na političke organizacije, kako bi se sprečile javne rasprave teoretičara koje bi mogle potkopati komunističku vladu). Ovo je takođe vodilo cirkulisanju tajnih i ilegalnih publikacija (bibula). Značajna imena ranog posleratnog vremena uključuju Stanislava Osovskog i njegovu ženu Marija Osovsku, Julijana Hohfelda, Jozefa Halasinjskog i Andžej Malevskog. Zigmunta Baumana je izbegao prelazeći iz Univerziteta u Varšavi u Univerziteta u Leedsu u Ujedinjenom Kraljevstvu.
Istorija i istraživanje Poljske sociologije je veoma značajno u Poljskoj, međutim većina dela iz te oblasti je objavljena isključivo na poljskom jeziku. Biografski rečnik Poljske sociologije koji je imao svoj prvi deo objavljen 2001. godine uključivao je teoretičare koji su umrli a čija su prezimena počinjala slovima od A do H, što zapravo uključuje 213 sociologa.
Kroz istoriju, tokom podela i čak komunističkog režima, Poljska sociologija bila je pod uticajem razvoja teorija na Zapadu. Neki poljski sociolozi bili su deo Internacionalne Sociološke Asocijacije: Jan Ščepanski je bio predsednik (1996—1970), Stanislav Osovski je bio potpredsednik (1959—1962), i Magdalena Sokolovska potpredsednica (1978—1982). Takođe Poljska Sociološka Asocijacija bila je relativno nezavisna. Čak i pod komunističkim režimom, sloboda poljskih akademika delovala je veća od onih u drugim komunističkim državama, iako su poljski akademici širili Zapadne ideje među njihovim kolegama na Istoku i Jugu.

## Tok
Tokom međuratnog perioda, poljska sociologija je najviše bila bliska sa neopozitivističkim pravcima. Za vreme komunizma pored neizbežnog naglašavanja marksističkog pristupa, Poljski sociolozi su takođe težili ka humanističkoj sociologiji Floriana Znanjeckog i ostalim pristupima. Nakon pada komunizma, marksistički pristup je ubrzo postao marginalizovan; dve najveće istraživačke institucije koje su zastupale marksistički pristup u sociologiji - Institut za osnovne probleme marksizma-lenjinizma i Akademija za društvene nauke su bile zatvorene. Marksističke teme su idalje prisutne u ponjskoj sociologiji, ali bez naročitog značaja. Ni jedna teorija niti ideologija nije ga zamenila, iako su mnogi poljski sociolozi sledbenici teoretskog liberalizma. Postoji i trend odbacivanja „teorije kao takve” i opšte metodologije društvenih nauka. Kvalitativne i kvantitativne studije u metodologiji empirijskog istraživanja su podjednako popularne.
Kada je reč o zajedničkim temama, još od 1990, poljski sociolozi su proučavali pitanja kao što su socioekonomska transformacija u Poljskoj (odnose se na transformaciju Poljske ekonomije od komunizma do kapitalizma, sa fokusom na probleme kao što su privatizacija, privatno preduzetništvo, nastanak novih društenih slojeva, siromaštvo,nezaposlenost i korupcija); promene političkog života u Poljskoj (nastanak novih političkih partija, izbori, javna sfera); istraživanje polova; religija i etničke grupe.
Naglo je porastao broj socioloških knjiga na tržištu još od 1989, zajedno sa izdavačkim kućama koje su specijalizovane za psihologiju. Poljski sociolozi i njihove institucije su takođe povećavali učešće u različitim međunarodnim organizacijama i istraživačkim programima. Krajem devedesetih godina, sveukupno oko 11.000 ljudi diplomiralo je sociologiju na osnovnim i master studijama u privatnim i državnim školama. Danas, skoro svaki poljski univerzitet izdaje diplomu iz sociologije.

## Časopisi
- Archiwum Historii Filozofii i Myśli Społecznej (Archives of the History of Philosophy and of Social Thought). Published by the PAN Institute of Philosophy and Sociology.
- ASK: Społeczeństwo, Badania, Metody (ASK: Society, Research, Methods). Published by the PAN Institute of Philosophy and Sociology.
- Kultura i Społeczeństwo (Culture and Society). Published by the PAN Institute of Political Science and the PAN Committee on Sociology.
- LUD (The People). Published by the PAN Committee on Ethnology and the Polish Ethnographic Society.
- Polish Sociological Review (formerly The Polish Sociological Bulletin). Published by the Polish Sociological Association.
- Przegląd Socjologii Jakościowej (Qualitative Sociology Review – Polish Edition) Lodz University The Sociology of Organization & Management Department.
- Przegląd Socjologiczny (Sociological Review). Published by the Łódzki Ośrodek Socjologiczny.
- Qualitative Sociology Review (International Edition) Lodz University The Sociology of Organization & Management Department.
- Roczniki Socjologii Morskiej (Annuals of Marine Sociology). Published by the Gdansk Branch of PAN.
- Roczniki Socjologii Rodziny (Annals of Family Sociology), Poznań, Adam Mickiewicz University Press.
- Ruch Prawniczy, Ekonomiczny i Socjologiczny (The Juridical, Economic and Sociological Movement). Published by Adam Mickiewicz University and The Poznan University of Economics.
- Sisyphus – Social Studies English Review of (JSTOR) Publisher: PAN?
- Studia Socjologiczne (Sociological Studies) – the PAN Institute of Philosophy and Sociology and the PAN Committee on Sociology.

## Literatura
- Theodore Abel, Sociology in Postwar Poland, (article consists of 3 pages), JSTOR
- Piotr Gliński, Polish Sociology and the Polish Sociological Association Anno Domiuni 2007,  , Studia Socjologiczne (Sociological Studies) year: 2007, vol:, number: 4(187), pages: 11-30
- Michael D. Kennedy, Poland in the American Sociological Imagination[мртва веза]
- Krzysztof T. Konecki, Anna M. Kacperczyk & Lukasz T. Marciniak, „Polish Qualitative Sociology: The General Features and Development”. 6 (3)., Forum: Qualitative Social Research, , Art. 27 – September 2005
- Konecki, Krzysztof Tomasz (2011). „Visual Grounded Theory: A Methodological Outline and Examples from Empirical Work”. Revija Za Sociologiju: 131—160. S2CID 143624570. doi:10.5613/rzs.41.2.1.
- Konecki, Krzysztof T. (2014) Socjologia poza socjologią. Postdyscyplinarność z perspektywy socjologicznej. Dylematy socjologii w epoce późnej nowoczesności. W: red. Wielisława Warzywoda Kruszyńska, Społeczeństwo, edukacja, praca. Łódź: Wydawnictwo Uniwersytetu Łódzkiego, pp. 193–212. Społeczeństwo, edukacja, praca. Wydawnictwo Uniwersytetu Łódzkiego. 2014. ISBN 978-83-7969-389-4.
- Zbigniew Krawczyk, Kazimierz Z. Sowa, Socjologia W Polsce [Sociology in Poland], WSP Rzeszów. Krawczyk, Zbigniew; Sowa, Kazimierz Z. (1998). Socjologia w Polsce. Wydawn. Wyższej Szkoły Pedagogicznej. ISBN 978-83-87288-97-6.
- Kubiak, Hieronim (1996). „Hopes, Illusions and Deceptions: Half a Century of Political Sociology in Poland”. Current Sociology. 44 (3): 21—39. doi:10.1177/001139296044003004.
- J. Kurzewska, Polish Sociology — from 'October' to 'June' (1956—1989), , Sociologicky casopis. Czech Sociological Review year: 2005, vol: 41, number: 4, pages: 641—658
- Władysław Kwaśniewicz, Dialectics of Systemic Constraints and Academic Freedom: Polish Sociology under Socialist Regime, pp. 25–38 in Mike F. Keen and Janusz Mucha (eds) Eastern Europe in Transformation: The Impact on Sociology. 1994. Westport, CT: Greenwood Press.
- Mach, Bogdan W.; Wesolowski, Wlodzimierz (1997). „Professionalism Again: Polish Sociology in the Late '90s”. Contemporary Sociology. 26 (5): 559—563. JSTOR 2655617. doi:10.2307/2655617.
- Mucha, Janusz, Polish Sociology 1990—2000: Society after a Breakthrough, Sociology in Evolution, pp. 117–32 in Mike F. Keen and Janusz Mucha (eds) Sociology in Central and Eastern Europe: Transformations at the Dawn of a New Millennium (2003). Westport, CT and London: Praeger.
- Janusz Mucha, Polska socjologia współczesna
- Mokrzycki, Edmund (1974). „From Social Knowledge to Social Research the Case of Polish Sociology”. Acta Sociologica. 17 (1): 48—54. doi:10.1177/000169937401700103.
- (na poljskom:) Michał Piotrowski, Nauczanie socjologii w Polsce [Teaching of sociology in Poland], racjonalista.pl
- Sułek, Antoni; Kraśko, Nina (2002). „The Multifarious and Changing Functions of the Polish Sociological Association”. International Sociology. 17 (2): 213—231. doi:10.1177/0268580902017002005.
- (na poljskom:) Katarzyna M. Staszyńska, Historia badań: Polska socjologia powojenna [History of Studies: Polish post-war sociology], brief.pl, 37/10/2002
- Podgorecki, Adam (1986). „Reviewed work: Masters of Polish Sociology, P. Sztompka”. Contemporary Sociology. 15 (2): 318—319. JSTOR 2071767. doi:10.2307/2071767.
- Jerzy Szacki (ed.), Sto lat socjologii polskiej: od Supińskiego do Szczepańskiego [One hundred years of Polish sociology: From Supiński to Szczepański]. Warszawa: Państwowe Wydawnictwo Naukowe. Szacki, Jerzy (1995). Sto lat socjologii polskiej: Od Supińskiego do Szczepańskiego. Wydawn. Nauk. PWN. ISBN 978-83-01-11787-0.
- Jerzy Szacki, Historia myśli socjologicznej [History of Sociological Thought]. Warszawa: Państwowe Wydawnictwo Naukowe. Szacki, Jerzy (1981). Historia myśli socjologicznej. Państwowe Wydawn. Nauk. ISBN 978-83-01-02014-9. (new edition. Szacki, Jerzy (2002). Historia myśli socjologicznej. ISBN 978-83-01-13844-8.
- (na poljskom:) Szafraniec Krystyna, Wincławski Włodzimierz, Socjologia w szkołach wyższych w Polsce, Wydawnictwo Uniwersytetu Mikołaja Kopernika. Szafraniec, Krystyna; Wincławski, Włodzimierz (2003). Socjologia w szkołach wyższych w Polsce: Kształcenie socjologów i nauczanie socjologii po 1989 roku. Wydawn. Uniwersytetu Mikołaja Kopernika. ISBN 978-83-231-1562-5.
- Hajda, Jan (1968). „Reviewed work: Empirical Sociology in Poland, Jan Szcepański”. American Sociological Review. 33 (1): 161. JSTOR 2092275. doi:10.2307/2092275.
- Walaszek, Z. (август 1977). „Recent Developments in Polish Sociology”. Annual Review of Sociology. 3: 331—362. doi:10.1146/annurev.so.03.080177.001555.), [мртва веза]
- Barbara Wejnert, „Family Studies and Politics: The Case of Polish Sociology” in Marriage and Family Review, no. 3/4, Vol. I, Part 2: 233—259 (1996)
- Winclawska, Berenika M. (1996). „Polish Sociology Citation Index (Principles for creation and the first results)”. Scientometrics. 35 (3): 387—391. doi:10.1007/BF02016909.
- (na poljskom:) Wincławski, Włodzimierz. Słownik biograficzny socjologii polskiej [Biographical dictionary of Polish sociology], Vol. 1: A—H. 2001. Warsaw: PWN.
- Znaniecka, Eileen Markley (1936). „Sociology in Poland”. American Sociological Review. 1 (2): 296—298. JSTOR 2084491. doi:10.2307/2084491.

## Spoljašnje veze
- Polish Sociological Review at CEEOL
- Qualitative Sociology Review journal
- Przegląd Sociologii Jakościowej
- The 50th Anniversary of the Institute of Philosophy and Sociology Polish Academy of Sciences
- (na poljskom:) Instytuty i wydziały socjologii w Polsce – adresy i adresy stron www [Institutes and departments of sociology in Poland – addresses and webpages] as lssted by PAN (Polish Academy of Sciences)